# So What (singel Pink)
So What – piosenka amerykańskiej piosenkarki popowej Pink. Została napisana przez samą artystkę, Maxa Martina i Shellbacka. 15 sierpnia 2008 została wydana jako pierwszy singel z albumu Funhouse. Reżyserem teledysku jest Dave Meyers. Oficjalna premiera miała miejsce 22 sierpnia na stronie FNMTV w Wielkiej Brytanii.

## Pozycje i certyfikaty
Piosenka zadebiutowała na #1 pozycji w Billboard Hot 100, Hot Adult Top 40 Tracks i Pop 100, oraz w Australii, Austrii, Kanadzie, Europie, Irlandii, Niemcy, Nowej Zelandii, Szwajcarii i Wielkiej Brytanii. Na drugiej pozycji znalazła się w Finlandii, Szwecji, Turcji i Węgrzech, a na trzeciej w Belgii, Francji i Holandii. Singlowi przyznano status potrójnej i poczwórnej platyny przez RIAA i ARIA, natomiast złoto zostało przyznane mu przez IFPI i BPI.

## Lista utworów

### Singel CD
1. „So What” – 3:36
2. „Could’ve Had Everything” – 3:09

### Niemieckie wydanie
1. „So What” (Album Version) – 3:36
2. „Could’ve Had Everything” – 3:09
3. „So What” (Instrumental) – 3:37
4. „So What” (Bimbo Jones Radio Mix) – 3:36
5. „So What” (Video) – 3:40